# Lizard (kanarie)

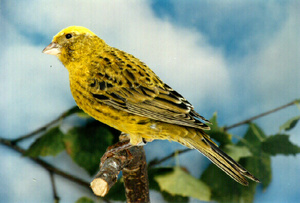
Volle cap Goud Lizard

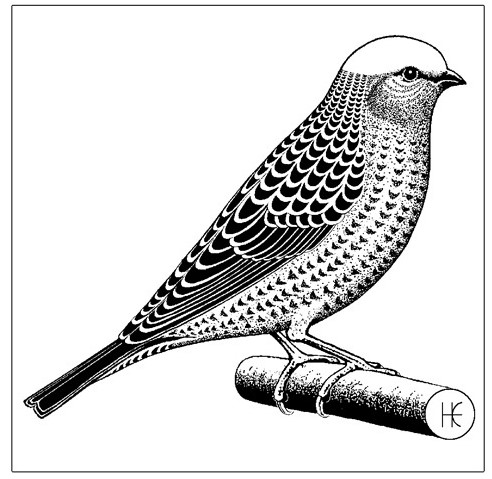
Getekende ideale lizard

De Lizard is  een gekweekt kanarieras dat behoort tot de postuurkanaries. De oorsprong gaat terug tot de negentiende eeuw. De Lizard heeft aan het einde van de Tweede Wereldoorlog op het randje gestaan van uitsterven.

## Geschiedenis
In het 18e-eeuwse Engeland werden bepaalde kanaries de 'mooi geloverde soort' genoemd: "fine spangled sort". Deze vogeltjes werden ook wel "Franse kanarie" genoemd: het verhaal gaat dat ze waren meegenomen door Franse hugenoten die na de herroeping van het Edict van Nantes in 1685, naar Engeland waren gevlucht. Er wordt echter sterk getwijfeld aan de juistheid van deze achtergrond.
De kanaries waren populair in Engeland en werden sterk veredeld. Tegen 1742 wordt melding gemaakt van vogels met geschubde rug, zwarte vleugels en staart met een cap. In de 19e eeuw lijkt de lizard zijn definitieve verschijning te hebben gekregen. In 1825 wordt de naam 'lizard' voor het eerst in een publicatie gebruikt.
Soms wordt de lizard niet alleen beschouwd als ontstaan door een vroege mutatie met strenge veredeling maar denkt men aan een oorsprong uit de kruising met een andere vogelsoort. Deze hypothese is enkel gebaseerd op de gelijkenis in fenotype. Vooral vruchtbare hybriden van de europese kanarie of de roodvoorhoofdkanarie worden aangewezen. Er zijn geen bronnen voor deze hypothese en er dient tevens verwezen te worden naar de regel van J.B.S. Haldane. De regel van Haldane mag niet worden verward met het principe van Haldane.
Na de Tweede Wereldoorlog was de lizard zo goed als verdwenen uit Groot-Brittannië. Op 13 mei 1945 werd de "Lizard Canary Association of Great Britain" opgericht ter behoud en bescherming van het ras. Met minder dan 50 koppels als basis wisten deze grondleggers de lizard voor uitsterven te behoeden.

## Categorie
De lizard is een tekeningvogel, hij wordt beoordeeld op de tekening van zijn verenpak: een symmetrisch vertoon van lichte en donkere kleuren op een diepe achtergrond.

## Kenmerken
De stichters van de Lizard Canary Association (LCA) stelden een standaard op: 'Show Standard'. Het document behandelt tien specifieke kenmerken met een puntenschaal voor het relatief belang van elke eigenschap. Zoals gebruikelijk nam COM-OMJ, als mondiaal overkoepelend orgaan van vogelhouders, -kwekers en -keurders, de standaard van het land van oorsprong over. In 2024 is de standaard door Com aangepast en uitgebreid onder druk van de Britten. Nationale bonden, aangesloten bij COM, volgen deze standaard. Zo heeft de Nederlandse Postuurkanarie Vereniging zijn standaard van de lizard gepubliceerd. Ook in de standaardeisen postuurkanaries van de Koninklijke Belgische Ornithologische Federatie is de lizard beschreven.
Uit onderzoek van professor R. Stradi blijkt dat de lizard, zoals andere vogelsoorten bv. de wielewaal, rechtstreeks uit het voedsel carotenoïden kan omzetten in kleurstof voor de veren. Andere vogels uit het onderzoek van het geslacht Serinus, zoals de andere kanarierassen, kunnen dit niet: zij zetten de carotenoïden eerst om in een stabiele scheikundige stof. Dit kanarie-xanthophyl wordt in een volgend proces afgebroken waardoor de vetstofkleur in de veer komt.

### Voortplanting
Het seksen van de vogels kan lastig zijn. Voor de gewone kanarie moet men wachten tot de vogels in de lente in broedconditie komen. Een luid zingende vogel is mannelijk. Tevens ondergaat de cloaca een transformatie waardoor men de mannelijke van de vrouwelijke dieren kan onderscheiden. De lizard kent een beperkte vorm van geslachtsdimorfie zodat de kweker al vroeger in de winter de kweekkoppels kan samenstellen:
- de mannelijke dieren hebben over het algemeen een heldere en diepere kleur.
- de vrouwelijke dieren hebben meer zwarte melanine, vooral op de buik. Het zijn overigens ook deze 'rowings' die hen tot superieure tentoonstellingsvogels maken.[12]

### Uiterlijk van de jonge vogels
Jonge lizards die net uit het nest komen, vertonen een gestreept verenkleed met veel melanine. Pas na hun eerste gedeeltelijke rui exclusief vleugels en staart, enkele maanden na het uitvliegen, krijgen deze vogels spangles en rowings. Ze worden dan in het Engels "unflighted" genoemd.
Wanneer lizards na hun eerste broedjaar volledig ruien komen vleugels en staart terug met uitgeloogde pennen. In het Engels wordt dit de "grizzle" factor genoemd. Over-jaarse lizards tonen oud en grijs.

### De lizard op de tentoonstelling

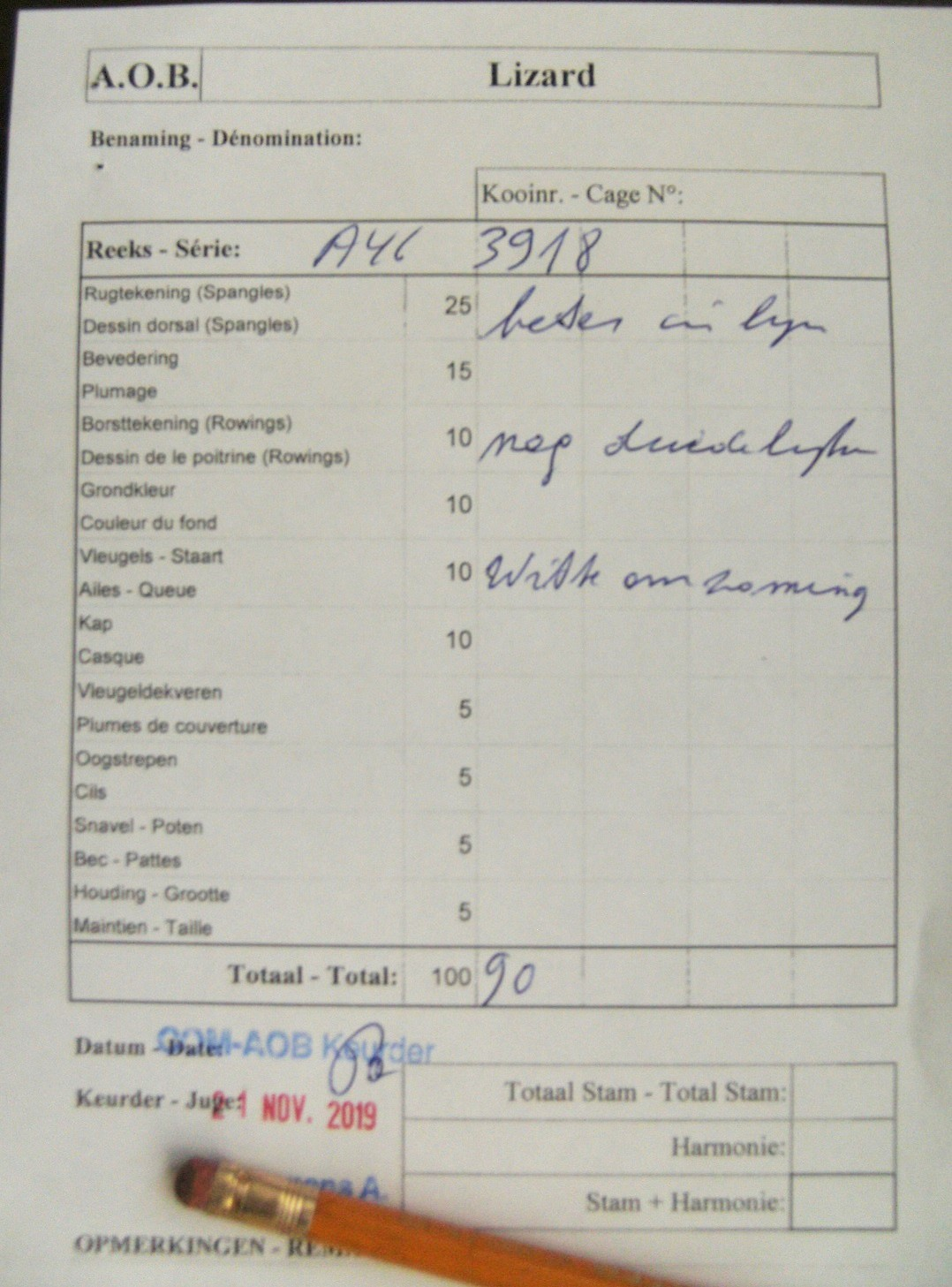
Keurdersbriefje anno 2019

Tentoonstellingsvogels worden gekeurd volgens de standaard. De lizard standaard vraagt zwarte vleugelpennen en een zwarte staart, daarom worden enkel de 'unflighted' lizards gebracht. Slechts uitzonderlijk worden over-jaarse lizards gekeurd. Op de tentoonstellingen wordt de lizard een eenjaars vogel genoemd.

#### Rugtekening
De rugtekening is het belangrijkste en wellicht oudste kenmerk van dit Engelse ras waaraan ze trouwens hun naam hebben te danken. De tekening wordt gevormd door schubjes die in het Engels spangles heten. Lizard betekent in het Engels hagedis, een reptiel uit de orde van de schubreptielen.
De rug lijkt geschubd zoals een hagedis. Spangles (schubben of lovertjes), anders dan bij de hagedis, worden gevormd door de pigmentloze uiteinden van de rugveertjes. De spangles moeten goed afsteken tegen de rest van de veer. Ze lopen in negen evenwijdige lijnen over de rug, één centraal en telkens vier aan elke zijde, zonder onderbrekingen of onregelmatigheden. Ze beginnen klein op de kop en vergroten over de rug.

#### Borsttekening
In het Engels heten de schubben die de borsttekening vormen rowings. Ze zijn gelijkaardig aan de spangles. De borsttekening heeft steeds meer aan belang gewonnen.

Om goede rowings te beschrijven bestaat er (zowel in het Engels als het Nederlands toepasbaar) een geheugensteuntje: MaGIC rowings.
Ma Magnitude of grootte: zwarte spots, zo groot mogelijk en talrijk. 

g geometrisch: patroon van uitgelijnde en evenwijdige schubben. 

i intens: donkere melanine op een heldere vetstofkleur. 

c constant: de vogel moet de borsttekening (rowings) steeds tonen.

#### Grondkleur
De vetstofkleuren geel, wit en rood zijn toegestaan, zowel intensief als schimmel. Een vogel met relatief korte veren toont zijn grondkleur intensief, wanneer de hoeveelheid kleurstof over een langere veer wordt uitgestreken zien we een schimmelwaas over het verenkleed. Bontheid in pigment niet toegestaan.
Een volbloed lizard (true bred) heeft de gele vetstofkleur als grondkleur. In het Engels zijn dit "naturals". De intensieven worden goudlizards genoemd, de schimmels zilverlizards.
De LCA heeft een aantal jaren het verstrekken van de rode kleurstof canthaxantine gepromoot. De Engelsen heten deze lizards "colour-fed", dus een rode grondkleur.
Na kruising met gemuteerde kleurkanaries heeft men de witte grondkleur in de lizard gekweekt. Ze heten dan "blues" in het Engels, dus blauwen of beter lizards met de witte grondkleur.

#### Zwarte poten en snavel

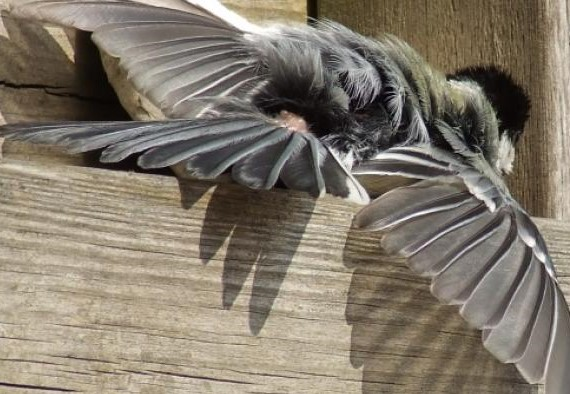
zonnebadende vogel

De volbloed lizard heeft in zijn DNA voldoende aanleg voor zwarte poten en donkere snavel. Voor de tentoonstelling is het raadzaam bruidssluier te verstrekken boven op het gewone aanbod onkruiden zoals vogelmuur en paardenbloem. Bovendien moet de tentoonstellingsvogel kunnen bruinen in de volle zon. Zoals vele vogels is de lizard gek op een uitgebreid zonnebad.

#### Pet
In het Engels: cap. Volle cap, gebroken cap en non-cap zijn toegelaten. Een perfecte pet is ovaalvormig of zoals de nagel van een duim.
Het volle petje is een kenmerk van de lizard dat al beschreven wordt door R.L. Wallace (The Canary Book, 1875) en W. Blakston (Canaries and Cage Birds, 1878-81) met tekening naar het leven van de winnaar "Crystal Palace Show, 1875". Het petje spreekt bovendien het lekenpubliek aan.
Lizardkwekers kennen echter het probleem achter dit kenmerk. Als bonteigenschap, zoals in de bonte koe, is de pet moeilijk genetisch vast te leggen. Wel zijn er gedomesticeerde dieren die een gelijkaardig kenmerk vertonen, zoals de lakenvelder.
Daardoor worden de gebroken cap en zelfs de non-cap toch gekeurd. Belangrijk is wel dat de gepigmenteerde vlekken binnen de cap spangles tonen.